# 亡命之徒 (老鹰乐队歌曲)
《亡命之徒》（Desperado），又譯為《无赖》是老鹰乐队1973年的一首歌曲，由格伦·弗雷与唐·亨利所创作。这首歌首先收录于1973年的同名专辑《亡命之徒》當中，之后则被多次收录于数目众多的合辑。
伴随着格伦·弗雷的钢琴伴奏，乐队主唱唐·亨利引出了歌曲的主题：一个返回家园的“亡命之徒”，从而暗示这个亡命之徒是在使用欢愉来避免处理他的痛苦，并且告诉他这些欢愉最终将伤害到他自身。
一些古典摇滚电台会在《多林·道尔顿》（Doolin Dalton，老鹰乐队的另一首经典歌曲）之后马上播放这首歌，然后进入《多林·道尔顿》與《亡命之徒》的反复播放。
在2003年的《老鹰乐队精选》（The Very Best Of Eagles）的专辑中的笔记中，唐·亨利描述说《亡命之徒》是他于1968年创作的一首歌的一个片段。他这样说到：
那首歌有另一个名字，但有着相同的旋律，同样的和弦。我想它跟占星术有那么一些关系。（笑声）
尽管作為老鹰乐队的经典之作，这首歌却从未作为单曲发行。在《滚石杂志》的“史上最伟大的500首歌曲”的投票中，《亡命之徒》排名494名。

## 改編
這首歌曲曾由許多著名歌手或團體翻唱：
- 木匠兄妹－收錄於專輯《Horizon（英语：Horizon (Carpenters album)）》（1975）
- 琳達·羅什塔－收錄於《Don't Cry Now》（1975）
- 肯尼·羅傑斯－收錄於《Daytime Friends（英语：Daytime Friends）》（1985）
- Westlife－收錄於《Face to Face（英语：Face to Face (Westlife album)）》（2005）
- Superfly－收錄於單曲〈Hi-Five〉（2008）
- 平井堅 － 收錄於現場專輯《Ken's Bar II》（2009）
- 鬼束千尋 － 收錄於英語翻唱專輯《FAMOUS MICROPHONE》（2012）
- 蕾哈娜 － 重新編曲版本，收錄於專輯《反了》（Anti - 2016）
- 粵語改編版本，為梅艷芳的〈不如不見〉